# 최광준
최광준(1951년 3월 1일 ~ )은 대한민국의 기업인이다.

## 학력
- 육군사관학교

## 경력
- 2012년 화이트진로 대표이사
- 2010년 하이트맥주 부사장
- 2006년 석수와류리스 대표이사